# Język lusi
Język lusi, także: kaliai, kaliai-kove – język austronezyjski używany przez grupę ludności w prowincji Nowa Brytania Zachodnia w Papui-Nowej Gwinei. Według danych z 1994 roku posługuje się nim 2 tys. osób.
Jego użytkownicy zamieszkują obszar na północno-wschodnim wybrzeżu Nowej Brytanii wraz z terenami w głębi wyspy. Komunikuje się w nim również społeczność używająca języka anêm. W użyciu jest też tok pisin, który już w latach 60. XX w. był przyswajany równolegle z miejscowym językiem.
Lusi (kaliai) i kove to nazwy dwóch dialektów, które bywają rozpatrywane jako odrębne języki. Ethnologue (wyd. 22) i Glottolog (4.6) oddzielnie wyróżniają język kove.
Został opisany w postaci opracowania z 1969 roku (A Grammar of Kaliai-Kove) . Jest zapisywany alfabetem łacińskim.